# 필트다운인

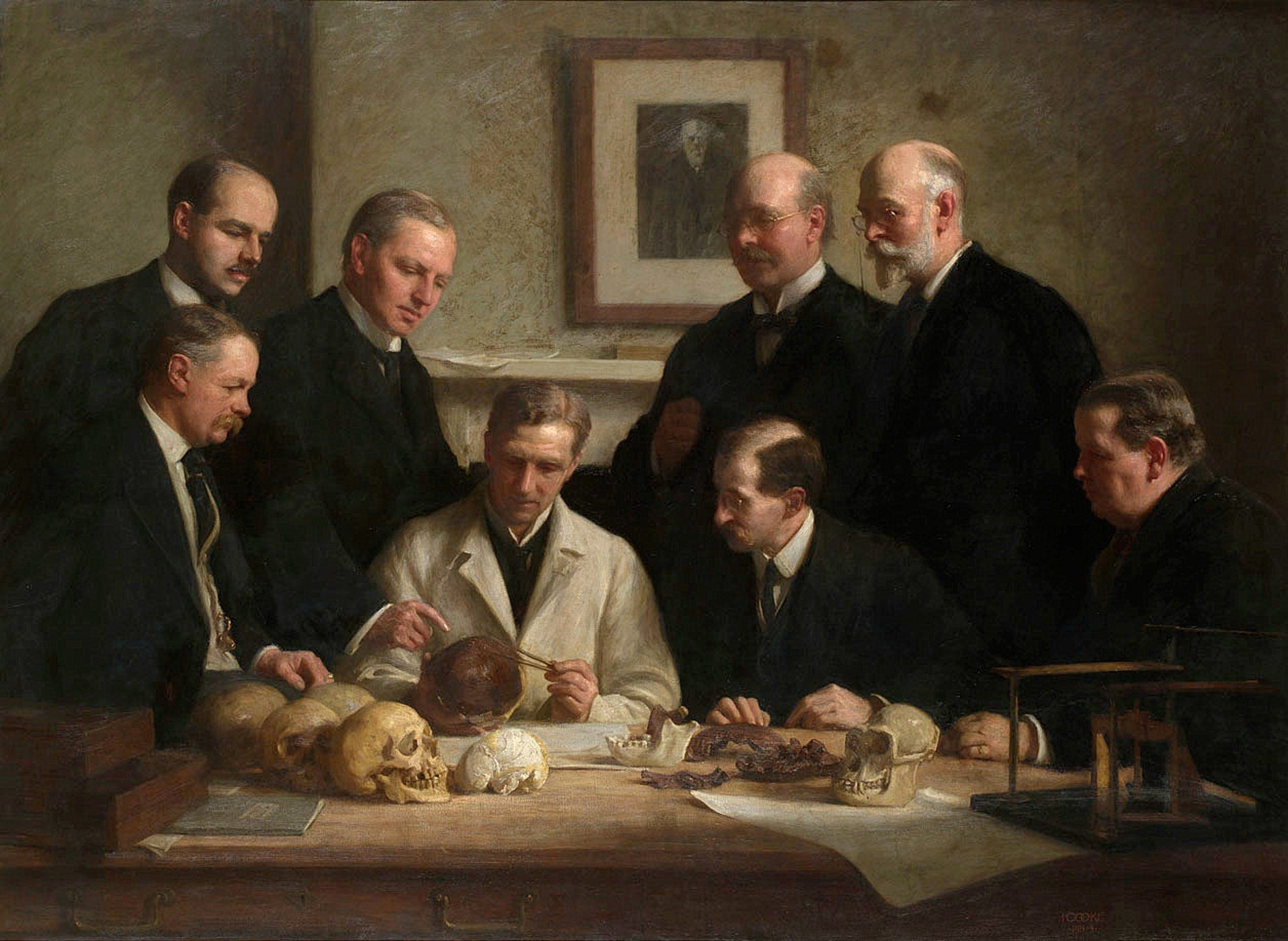
1915년 존 쿡이 촬영한 필트다운 인 발견 관계자. 뒷줄: 왼쪽부터 F O 발로우, 그래프턴 엘리어트 스미스, 찰스 도슨, 아서 스미스 우드워드, 앞줄: A S 언더우드, 아서 케이스, 윌리엄 플래인 파이크라프트, 레이 랭케스터

필트다운인(Piltdown人)은 원시 인류의 화석이라 날조되었던 조각난 뼈들의 모음이다. 찰스 도슨은 1912년 잉글랜드 이스트서식스주의 필트다운(영어: Piltdown)에서 현생 인류 이전의 인류 화석을 발견했다고 보고했다. 대영박물관의 지질학 담당이었던 아서 스미스 우즈워드가 이를 인정하여 학계에 보고하였고 Eoanthropus dawsoni ("도슨이 발견한 최초의 인간")이란 학명을 부여받았다. 1953년 이 뼈들이 사실은 현생 인류의 머리뼈와 오랑우탄의 아래턱뼈, 그리고 침팬지의 송곳니로, 누군가가 이것을 짜맞추어 위조한 것이 밝혀졌다.
필트다운 인은 고생물학에서 가장 널리 알려진 위조 사건이다. 발견되었다는 주장이 있던 당시부터 조작이라는 주장이 제기되었으나 오랫동안 진짜 화석으로 인정받았기에 조작된 사실이 밝혀지자 학계에 큰 반향을 불러 일으켰다.

## 발견

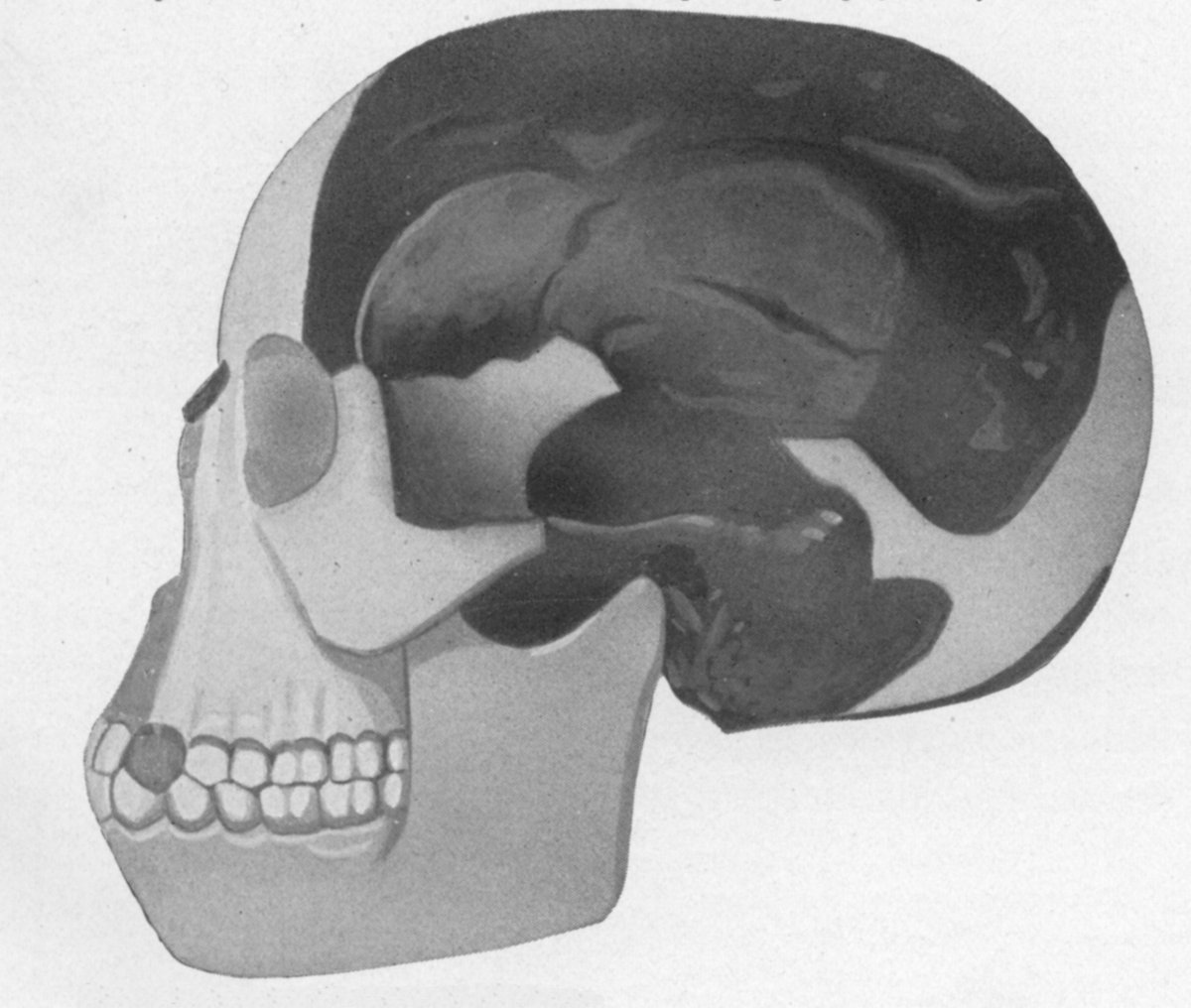
필트다운 인 복원도

필트다운 인의 발견과 관련한 기록은 거의 없다. 그러나, 1912년 12월 18일 열린 런던 지질학회 회의에서 찰스 도우슨은 4년 전 필즈 다운의 노동자에게서 유골의 파편을 넘겨 받았다고 주장하였다. 도우슨은 그 노동자가 해당 지역에서 작업을 하다 부서진 상태의 유골을 발견하였고, 자신이 현장을 다시 찾아가 더 많은 유골을 찾게 되었다고 보고하였다. 도우슨은 이 유골들을 대영박물관의 지질학 담당인 아서 스미스 우드워드에게 보여주었다. 우드워드는 이 발견에 큰 관심을 보였으며 1912년 6월에서 9월 사이에 도우슨과 함께 수 차례 발굴작업을 벌여 몇 개의 뼈 조각을 더 발견하였다.

필트다운 인 복원 화면 (1912년 촬영 사진)

런던 지질학회의 회의에서 우드워드는 유골들을 재조합한 결과 이 유골은 후두부의 크기가 작아 뇌의 용량이 현대인에 비해 약 3분의 2 정도인 점을 제외하면 현생 인류와 매우 흡사한 모습이라고 설명하였다. 우드워드는 또한 이 유골의 치아 역시 현생 인류와 같이 마모된 흔적이 있지만, 아래턱뼈만은 어린 침팬지와 흡사한 형태를 보인다고 밝혔다. 우드워드는 대영박물관에서 두개골을 재조합하고 필트다운 인이라는 이름을 붙였다. 우드워드는 이 유골이 인간에 가까운 머리뼈와 유인원에 가까운 아래턱뼈로 이루어져 있는 점을 감안할 때 잉글랜드에 살았던 유인원과 인간 사이의 잃어버린 고리에 해당한다고 추정하였다.
잉글랜드 왕립 외과 의사회의 아서 케이스 교수는 이 유골의 복제품을 사용하여 우드워드의 방식과는 다른 방법으로 복원하여 머리뼈의 크기가 현생 인류와 같은 새로운 모형을 제작하였다. 이 새로운 모형을 바탕으로 케이스는 필트다운 인의 학명을 호모 필트다우네시스 (Homo piltdownensis)로 명명하면서 해당 유골이 보다 현생 인류에 가깝다고 언급하였다.
1913년 초 킹스 칼리지 런던의 대이비드 워터스턴은 네이처에 기고한 논문에서 이 유골은 인간의 머리뼈와 유인원의 아래턱뼈를 이어붙인 조작이라고 주장하였다. 1915년 프랑스 고생물학자 마셀린 보울도 같은 의견을 발표하였고, 미국의 동물학자 게리트 스미스 밀러는 현생인류의 두개골과 유인원의 아래턱뼈가 동시에 발견된 것일 뿐이라고 주장하였다. 1923년 해부학자 프란츠 바이덴라이히는 필트다운 유골의 치아와 아래턱뼈가 정합하지 않는다는 점을 지적하였다. 그러나 이러한 반대 의견에도 불구하고 학계는 필트다운 인이 발견된 후 30년 동안 이 유골을 원시 인류의 하나로서 인정하였다.
1915년 도우슨은 필트다운 지역의 다른 곳에서 두 번째 필트다운 인 유골을 발견했다고 주장하였고 이로써 필트다운 인의 존재는 의심할 여지가 없는 것으로 여겨졌다.

## 기념비

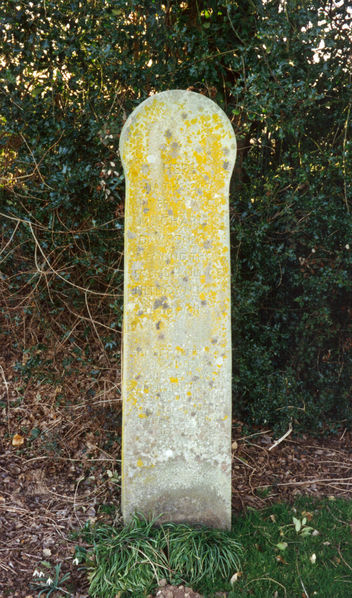
필트다운인 기념비

1938년 7월 23일 필트다운의 바크험 매너에서 아서 케이스는 찰스 도우슨의 필트다운 인 발견을 기념하여 다음과 같이 연설하였다.
이 오래된 인간이 기나긴 과거 역사에서 발견됨에 따라 우리의 초기 선구자가 이곳을 지나갔고 우리 역시 이들을 따라 변화하여 왔다는 것을 기억하게 해준 이는 찰스 도우슨입니다. 그의 이름과 발견은 석시스의 한 켠에 기념비로 자리잡게 될 것입니다. 이러한 기록을 남기는데 참여하게 되어 영광입니다.

기념비에는 다음과 같은 문구가 새겨졌다.:
여기 오래된 강에서 나온 돌에 찰스 도우슨이 1912년에서 1913년 사이에 필트다운 인을 발견한 것을 세긴다. 이 발견은 찰스 도우슨과 아서 스미스 우드워드가 《계간 지질학회지》에 1913년에서부터 1915년까지 발표하였다.

발견지 인근의 펍은 〈필트다운 인〉으로 이름을 바꾸었다. 이 선술집은 아직도 이 이름으로 영업 중이다.

## 조작 폭로

### 과학적 조사
필트다운 인 화석이 발견되었다고 보고된 최초 시기부터 진위에 대한 회의적인 시각이 있었다. 예를 들어 게리트 스미스 밀러는 1915년 유골을 관찰한 결과 "고의적으로 보이는 훼손이 심각하여 단정할 수는 없으나 개인적 견해로는 이 파편들이 서로 다른 것들을 짜맞춘 것으로 판정된다."고 밝혔다. 1953년 필트다운 인이 최종적으로 조작임이 판명될 때까지 수십년의 기간 동안 필트다운인은 다른 곳에서 발견된 화석들을 바탕으로 확인된 고생 인류의 진화 과정과는 맞지 않는 의문투성이의 예외로 취급되었다.
1953년 11월 《타임》은 케네스 페이지 오어클레이와 윌프리드 르그로스클락, 그리고 조세프 웨이너가 방대하게 수집한 증거를 바탕으로 필트다운 인이 위조된 것이라고 폭로하였다. 타임은 필트다운 인은 세 종의 유골을 짜맞추어 조작한 것으로 중세 시기에 살았던 인류의 머리뼈와 500여년 전 보르네오섬 사라왁주에 살았던 오랑우탄의 아래턱뼈, 그리고 침팬지의 치아 화석으로 구성된 것이라 밝혔다. 뼈들은 보다 오래된 것처럼 보이기 위해 산화철과 크로뮴산을 이용하여 착색되어 있었고, 현미경으로 관찰한 치아 화석에서는 침팬지의 치아를 보다 인간의 것과 비슷하게 보이게 하려고 인위적으로 갈아낸 흔적이 발견되었다.
이렇게 위조된 필트다운 인 유골이 다른 학자들의 이목을 속이는 데 성공한 이유는 당대의 학계에 여러 문제가 있었기 때문이었다. 당시 학계에서는 인간의 손발보다는 머리가 먼저 커지는 진화과정을 거쳤을 것이라 여기는 가설이 있었고 필트다운 인은 여기에 정확히 들어맞는 증거로 취급되었다. 또한 당시는 국가주의가 팽배하던 시절로 고생 인류의 화석과 유적이 풍부하게 발견된 유럽 대륙에 비해 화석 발견이 전무하였던 영국의 과학자들은 발견 사실 자체를 큰 성과로 여겼기 때문에 주위의 비판을 애써 무시하였다. 필트다운 인의 발견 소식은 무엇보다 영국인이 프랑스인이나 독일인에 비해 결코 뒤지지 않는다는 만족감을 주었던 것이다.

### 위조자는 누구인가
필트다운인을 위조한 사람이 누구인지는 아직도 밝혀지지 않고 있다. 그러나, 필트다운 인 발견과 관련된 찰스 도우슨, 피에르 테야르 드 샤르뎅, 아서 케이스, 마틴 힌턴, 호레이스 드 베르 콜레, 그리고 아서 코난 도일 등이 용의자로 지목되고 있다.
테야르는 필트다운 인의 최초 발견에서부터 찰스 도우슨과 관계되어 있었는데 이 사건이 있기 몇 해 전에 아프리카를 여행했었다. 1970년 런던 자연사 박물관에 남겨져 있던 힌턴의 트렁크에서 필트다운 인의 조작 방식과 유사하게 가공되고 착색된 동물의 뼈들이 발견되기도 하였다. 남아프리카공화국의 고생물학자 필립 토비아스는 아서 케이스가 조작에 깊이 관여하였다고 생각하는데, 그는 아서 케이스의 역할 없이는 조작 자체가 불가능하였을 것으로 본다. 웨이너 등의 다른 학자는 여럿이 함께 위조에 참여했을 것이라 보기도 한다.
그러나 찰스 도우슨이 그 누구보다도 가장 중요한 조작의 용의자로서 거론되고 있다. 도우슨은 최초로 화석을 발견하였다고 주장하였을 뿐만 아니라 두 번째 화석을 발견하였다고 주장함으로써 최초의 유골에 대한 비판을 잠재우려 하였기 때문이다. 번무스 대학교의 고고학 교수인 마일즈 러셀은 도우슨의 다른 소장품들을 분석하여 38개 이상의 조작 증거를 찾아냈다. 그 중에는 파충류와 포유류의 치아를 교묘하게 섞어 제작한 화석도 있었다. 도우슨은 플라기아우락스 다우소니(Plagiaulax dawsoni)라고 이름 붙인 이 화석을 1895년 "발견"하였다고 주장하였다. 필트다운 인의 치아에도 같은 방식으로 처리된 침팬지의 송곳니가 있다. 도우슨은 이 외에도 헤스팅스 성에 걸려 있었던 것이라 주장하는 특이한 돌도끼, 고대 로마 통치기의 것이라 주장하는 여러 양식이 뒤섞인 보트 등을 소장하고 있었으나 이들 모두 조작된 것이었다. 러셀은 "필트다운 인은 도우슨이 한 번 저지른 일이 아니라, 그의 일생에 걸쳐 만들어 낸 위조품 중에서 최고의 걸작이었던 셈이다"라고 적고 있다.

## 영향

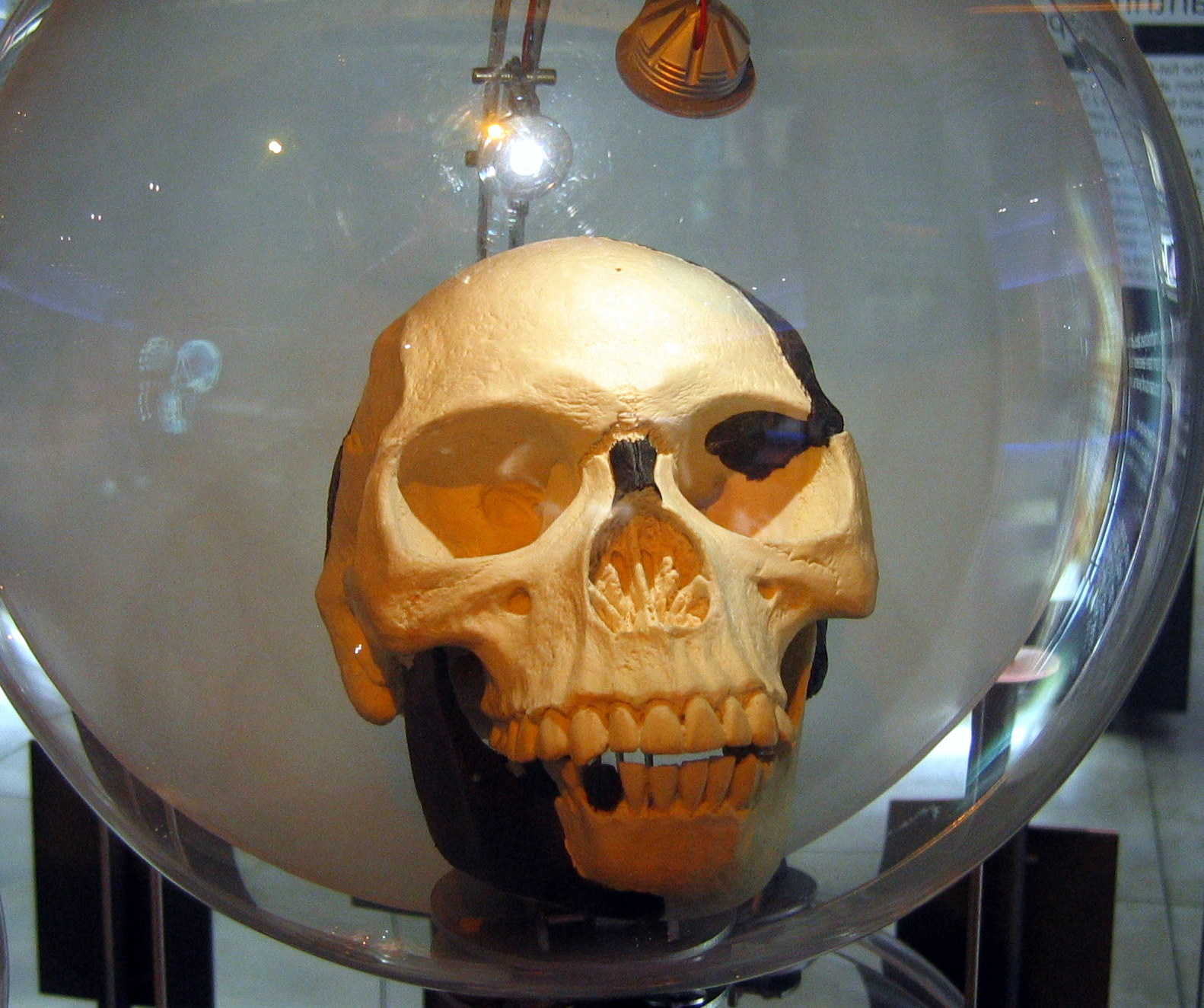
필트다운 인 복제품

### 고생물학
1912년 당시 과학계에서는 필트다운 인을 유인원과 인류 사이의 진화적 연관을 증명하는 "잃어버린 고리"로 여겼다. 그러나, 타웅 아이와 베이징 원인과 같은 화석들이 발견되면서 필트다운 인의 정당성은 의심받게 되었다. 타웅 아이와 베이징 원인을 발견한 고생물학자 R. W. 에리히와 G. M. 헨더슨은 "우리의 발견과 견주어 볼 때 필트다운 인의 유골은 원시 인류의 진화 경로와는 부합하지 않는 점이 있다. 다른 원인들보다 오래된 것으로 여겨지는 필트다운인의 특성이 오히려 현대인과 비슷한 점은 언제나 의문거리이다." 라고 기록하였다. 1940년대와 1950년대에 불소를 이용한 연대 측정법이 발견되면서 필트다운 인의 유골이 실은 몇 백년 전의 것이라는 사실이 명확히 판명되었다.

### 진화 이론
필트다운 인 조작 사건은 초창기 인류의 진화 연구에 큰 영향을 주었다. 당시 과학계에서는 인류가 섭취하던 음식물이 변화하면서 턱과 두개골의 변화가 먼저 오고 사지의 변화는 보다 후대에 이루어졌다고 가정하고 있었다. 필트다운 인은 이러한 가설에 부합하는 형태로 조작된 것이었다. 1920년대 남아프리카 지역에서 오스트랄로피테신에 속하는 여러 원인(猿人)들이 발견되면서 인류의 진화는 직립보행이 먼저 이루어지고 이후에 머리가 커지기 시작하였다는 점이 밝혀지 전까지 필트다운 인은 인류 진화를 밝히는 주요 화석으로 취급되어 이를 바탕으로 한 연구 논문은 250 건 이상이나 되었다.
필트다운 인이 발견되었을 당시의 과학적 진보에 위협을 느낀 근본주의자들은 1920년대 초 공립학교에서 진화론을 가르치는 데 본격적으로 맞서게 하였다. 필트다운 인은 대중적으로 널리 알려져 1925년 학교 수업에서 진화 이론을 가르친 혐의로 기소된 존 스콥스를 변호하기 위해 사용되기도 하였다. 원숭이 재판으로 알려진 이 재판에서 존 스콥스는 벌금형을 선고 받았다. 당시 스콥스의 변호사였던 클래런스 대로우는 필트다운 인이 조작이었다는 사실을 알지 못한 채 1938년 사망하였다.
필트다운 인을 사실로 믿었던 과학자들은 북아메리카에서 발견된 유인원의 화석을 바탕으로 북아메리카에도 원시 인류가 있었다는 주장을 하기도 하였다. 발견된 화석에 네브라스카 인이라는 이름까지 붙였던 이 연구는 결국 사실이 아닌 것으로 판명되었다.

### 국가주의와 과학
필트다운 인은 조급한 국가주의가 과학에 미치는 악영향을 드러낸 사례이다. 발견 당시에도 필트다운 인이 백인이라는 근거는 어디에도 없었지만 영국의 과학계는 이를 바탕으로 유럽인이 다른 지역보다 먼저 진화되었다고 믿었다. 이러한 국가주의적 발상은 영국의 학계가 필트다운 인을 공공연히 "최초의 잉글랜드인"이라 불렀다는 데에서도 잘 드러난다. 하지만 유럽의 다른 나라와 미국에서는 처음부터 필트다운 인이 사실은 두 종의 유골이 함께 섞인 것이라는 의문이 제기되고 있었다. 성별 판정에 있어서도 우드워드가 여성일 것이라 추정한 것 이외에는 일반적으로 남성으로 취급하였다.
오늘날 이러한 종류의 주장은 더 이상 학계에서 받아들여지지 않는다. 그러나 필트다운 인의 사례는 생물학에 사회적인 편견이 개입될 위험이 언제나 있다는 것을 보여준다. 비슷한 사례로 2차 세계대전 기간 동안 나치는 인종적 편견을 옹호하기 위해 우생학을 이용하였다.

## 연표
- 1908년: 찰스 도우슨이 최초로 필트다운 인의 뼈 조각을 발견하였다고 주장한 해.
- 1912년 2월: 도우슨이 우드워드를 만나 유골을 보여줌.
- 1912년 6월: 도우슨과 우드워드, 테야르가 발굴팀을 구성
- 1912년 6월: 발굴팀이 코끼리의 화석과 함께 머리뼈를 발견.
- 1912년 6월: 우측 두개부와 아래턱뼈를 발견
- 1912년 11월: 원시 인류를 발견하였다는 뉴스가 보도됨.
- 1912년 12월: 발견된 유골을 필트다운 인으로 명명.
- 1914년: 오스트레일리아에서 탈가이 인이 발견되었고 필트다운 인과의 연관성이 제기됨.
- 1923년: 프란츠 바이덴라이히가 필트다운 인은 인간의 머리뼈와 오랑우탄의 아래턱뼈를 조합한 것이라는 논문을 발표.
- 1925년: 에드몬즈가 필트다운인에 지질학적 오류가 있음을 지적하는 논문을 작성하였으나 발표하지는 않음.
- 1943년: 첫 번째 불소 연대 측정이 실시됨.
- 1948년: 우드워드가 《최초의 잉글랜드인》을 출간
- 1949년: 두 번째 불소 연대 측정 결과 필트다운 인의 유골이 근래의 것임이 드러남.
- 1953년: 바이너, 르그로스클라크, 오아클레이 등이 필트다운 인이 위조라는 것을 폭로.

## 같이 보기
- 공룡 화석 전쟁
- 아르케오랍토르
- 카디프 거인
- 후지무라 신이치

## 참고 문헌
- The Times, November 21, 1953; November 23, 1953
- Blinderman, Charles (1986), The Piltdown Inquest, Buffalo, New York: Prometheus Books, ISBN 0-87975-359-5.
- Feder, Kenneth L. (2008), Frauds, Myths, and Mysteries: Science and Pseudoscience in Archaeology (6th ed.), New York: McGraw-Hill, pp. 73–101, ISBN 0-07-340529-9.
- Millar, Ronald (1972), The Piltdown Men, New York: Ballantine Books, ISBN 0-575-00536-X, OCLC 2009318.
- Russell, Miles (2003), Piltdown Man: The Secret Life of Charles Dawson & the World's Greatest Archaeological Hoax, Stroud, Gloucestershire: Tempus Publishing, ISBN 0-7524-2572-2.
- Shreeve, James (1996), The Neanderthal Enigma: Solving the Mystery of Modern Human Origins, New York: HarperCollins, ISBN 0-380-72881-8.
- Spencer, Frank (1990), Piltdown: A Scientific Forgery, Oxford: Oxford University Press, ISBN 0-19-858522-5.
- Walsh, John E. (1996), Unraveling Piltdown: The Science Fraud of the Century and Its Solution, New York: Random House, ISBN 0-679-44444-0.
- Weiner, Joseph S. (2003), The Piltdown Forgery: the classic account of the most famous and successful hoax in science, Oxford: Oxford University Press, ISBN 0-19-860780-6.
- Woodward, A. Smith (1948). The Earliest Englishman [Thinker's Library, no.127]. London: Watts & Co.
- Roberts, Noel Keith (2000), From Piltdown Man to Point Omega: the evolutionary theory of Teilhard de Chardin (New York: Peter Lang)